# Арсений (Митрофанов)
Арсений Святогорский  (в миру Алексей Яковлевич Митрофанов; 1805, Ливны, Орловская губерния — 12 октября 1859, Святогорский монастырь) — архимандрит, настоятель Святогорского монастыря.
Причислен к лику местночтимых святых Украинской Православной Церкви 8 мая 2008, почитается в лике преподобных, память совершается 24 (11) августа.

## Биография
Родился в 1805 году в г. Ливны, Орловской губернии.
В 1832 году по благословению Серафима Саровского отправился в Соловецкий монастырь, где жил до апреля 1833 года.
В 1835 году Алексей Митрофанов поступил в знаменитую Глинскую пустынь славившуюся великими подвижниками благочестия.
В 1839 году игумен Филарет постриг Алексея в мантию с наречением имени Арсений, в этом же году отец Арсений был рукоположён в иеродиакона.
В 1841 году рукоположён в иеромонаха и назначен казначеем монастыря
В 1842 году он познакомился с супругами Потемкиными, владельцами Святогорского имения в Харьковской губернии. И по их ходатайству в 1844 году стал первым настоятелем Святогорского монастыря в управлении новой обители он ввел устав Глинской пустыни, вцецело подражая её настоятелю игумену Филарету (Данилевскому); также обращался к оптинским старцам.
12 октября 1859 года в 6 часов 30 минут утра архимандрит Арсений мирно скончался. И погребен в пещерах. Впоследствии над могилой старца была сооружена церковь в честь Алексея человека Божия.
После него осталось в рукописи «Подробное описание путешествий по св. местам России, Афона, Синая и Палестины, совершенных в 1832—1836 гг. Глинской Богородицкой пустыни послушником Алексием Митрофановым», — о рукописи свидетельствовали ещё в конце XIX-го века.
В 1922 году боясь надругательств от безбожной власти, мощи старца были перезахоронены благочестивой братией.